# Michel Duflo

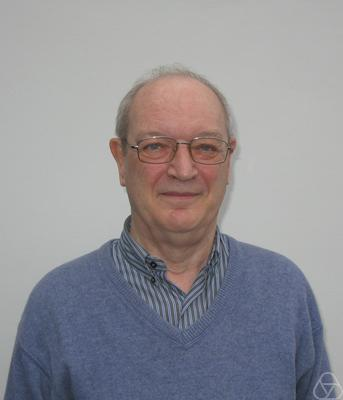
Michel Duflo

Michel Duflo (* 1943) ist ein französischer Mathematiker, der sich mit Darstellungstheorie von Lie-Gruppen beschäftigt.
Duflo studierte ab 1962 an der École normale supérieure und wurde bei Jacques Dixmier promoviert. Er ist Professor an der Universität Paris VII (Denis Diderot) am Institut de Mathématiques de Jussieu und an der École normale supérieure.
Duflo arbeitete u. a. über die Orbit-Methode von Alexander Kirillow. Von Kirillow stammt auch eine Vermutung über einen Isomorphismus zwischen der invarianten Unteralgebra der symmetrischen Algebra einer Lie-Algebra und dem Zentrum der universellen Einhüllungsalgebra der Lie-Algebra, die von Duflo bewiesen wurde (Duflo-Isomorphismus).
1974 war er Gastredner auf dem Internationalen Mathematikerkongress in Vancouver (Inversion formula and invariant differential operators on solvable Lie groups).
Duflo erhielt den Prix Le Conte der Academie des Sciences. 1986 wurde er korrespondierendes Mitglied der französischen Akademie der Wissenschaften. Zu seinen Doktoranden zählt Laurent Clozel. Er ist emeritierter Professor der Universität Paris VII.
Duflo ist Vater der französischen Ökonomin und Nobelpreisträgerin Esther Duflo.